# 西条市立周桑病院
西条市立周桑病院（さいじょうしりつ しゅうそうびょういん）は、愛媛県西条市壬生川にある公立病院。2010年より雁木淳一院長ら周桑病院の医師らが中心になって設立した医療法人「専心会」が指定管理者を務めており、公設民営化が導入されている。

## 診療科目
- 内科
- 外科
- 産婦人科
- 精神科（休止中）
- 小児科（休止中）
- 脳神経外科
- 泌尿器科
- 皮膚科
- 眼科
- 放射線科
- 肛門科
- 神経内科（休止中）
- 耳鼻咽喉科（休止中）
- 整形外科
- 麻酔科（休止中）
- 循環器科

## 沿革
- 1938年 - 周桑病院が開業。
- 1944年 - 愛媛県農業会所属病院となる。
- 1961年 - 壬生川町・三芳町・丹原町・小松町が周桑病院組合を設立し、公立周桑病院として発足。
- 1967年 - 周桑郡病院企業団に改称。
- 1972年 - 東予市市制施行に伴い周桑病院企業団に改称。
- 1991年 - 一般病院から総合病院に変更する。
- 2004年 - 西条市･東予市･丹原町･小松町が合併し、西条市立周桑病院となる。
- 2010年 - 指定管理者制度を導入。

## 公設民営化
長年、西条市西部の拠点病院として機能してきたが医師数が2002年の36人から2008年には9人まで激減し、2007年には精神病床165床が休床し一般病床の利用率も大幅に低下したことで経営が悪化。単年度事業収支の赤字は12人の医師が去った2007年度で10億8,500万円、翌2008年度で9億3千万円に上った。
2010年4月より雁木淳一院長ら周桑病院の医師らが中心になって設立した医療法人「専心会」を指定管理者に指定することで公設民営化を導入。指定管理者制度導入に伴って、同年3月にいったん市病院事業の医局関係職員全員が退職し、このうち76人が専心会に就職、47人が市職員として市長部局に採用され、28名が他の医療機関に移るなどで退職した。
公設民営化後は165人の正職員を約50人減らし、給食を外部委託するなど経費を節減し、2010年度･2011年度決算では黒字を達成している。

## 交通アクセス
- せとうち周桑バス「周桑病院前」停留所で下車して徒歩で約1分。